# Игома, Юриэ
Юриэ Игома (яп. 伊駒 ゆりえ Игома Юриэ, род. 24 февраля, Токио, Япония) — японская сэйю. Лауреат премии Seiyu Awards в категории «Лучший начинающий актёр или актриса» (2024).

## Биография
Юриэ Игома родилась 24 февраля в Токио. Впервые заинтересовалась актёрским искусством во втором классе начальной школы, когда посмотрела поставленный шестиклассниками спектакль. Перейдя в шестой класс, Игома тоже захотела выступать на сцене и, достигнув желаемого, она поняла, что актёрская игра увлекает её. С этого момента стала интересоваться возможностью получить работу в этой сфере, когда станет старше. Ещё одним стимулом стала её любовь к диснеевским мультфильмам, подкреплявшаяся ежегодными семейными поездками в Токийский Диснейленд. Игома признаётся, что считала Микки Мауса своим наставником, а Уолта Диснея — человеком, которого уважает.
Игома приняла решение стать сэйю благодаря своей любви к диснеевским мультфильмам. Подала заявление о поступлении в профессиональное училище через три дня после принятия решения. Оплатила своё обучение за счёт средств, вырученных с подработки. Успешно пройдя прослушивание, заключила контракт с агентством талантов 81 Produce и в 2021 году начала карьеру сэйю.
Свою первую главную роль Игома получила в аниме-сериале Oshi no Ko (2023), в котором озвучила Руби Хосино. Это было первое аниме, для которого Игома проходила пробы; в частности, она хотела озвучить Руби, поскольку была поклонницей оригинальной манги. Во время проб автор манги Ака Акасака и другие члены съёмочной группы высказались о ней, что «пришла настоящая Руби». Помимо озвучивания, Игома от имени своего персонажа исполнила в составе вымышленной идол-группы B-Komachi песни для музыкальных сцен.
В начале марта 2024 года Игома стала одной из пяти лауреатов премии Seiyu Awards в категории «Лучший начинающий актёр или актриса».

## Частичная фильмография

### Аниме-сериалы
2022
- Duel Masters King Max — ученица B
- Megaton Musashi — диспетчер
- Shikimori’s Not Just a Cutie — покупательница

2023
- In Another World With My Smartphone (второй сезон) — Трас
- Oshi no Ko — Руби Хосино[4]

2024
- Goodbye, Dragon Life — Корка, ребёнок 2
- Mechanical Arms — Форте
- Oshi no Ko (второй сезон) — Руби Хосино
- Studio Apartment, Good Lighting, Angel Included — клиентка A
- «Да благословят боги этот прекрасный мир! 3» — горничная

2025
- Watari-kun’s ****** Is About to Collapse — Юкари Исихара[8]

### Аниме-фильмы
- 2024 — Uma Musume Pretty Derby: Beginning of a New Era — Сима[9][10]

### ONA
- 2025 — Twins Hinahima — Хинана[11]

### Компьютерные игры
2024
- De:Lithe Last Memories — Сана Годай[12]
- Lilja to Natsuka no Junpaku na Uso — Нацука Уцуги[13]

2025
- D.C.: Da Capo Re:tune — Мако Мидзукоси[14]

## Награды и номинации
| Год  | Награда      | Результат | Категория | Работа | Прим. |
| ---- | ------------ | --------- | --- | ------ | ----- |
| 2024 | Seiyu Awards | Победа    | Лучший начинающий актёр или актриса (вместе с Кикуносукэ Тоей, Нанокой Харой, Хиной Ёмией и Юки Сакакихарой) | н/д    | [ 7 ] |